# Chocenice
Chocenice är en ort i Tjeckien.   Den ligger i regionen Plzeň, i den västra delen av landet, 90 km sydväst om huvudstaden Prag. Chocenice ligger 452 meter över havet och antalet invånare är 523.
Terrängen runt Chocenice är platt åt nordväst, men åt sydost är den kuperad. Runt Chocenice är det ganska glesbefolkat, med 23 invånare per kvadratkilometer. Närmaste större samhälle är Blovice, 4,1 km norr om Chocenice. Omgivningarna runt Chocenice är en mosaik av jordbruksmark och naturlig växtlighet.